# Fergusson

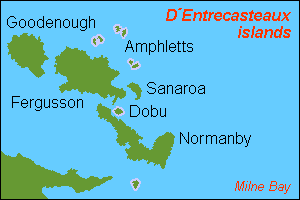
D'Entrecasteaux-eilanden

Fergusson is een eiland in Papoea-Nieuw-Guinea. Het is het middelste eiland van de D'Entrecasteaux-eilanden (de andere zijn Goodenough en Normanby). Het heeft een oppervlakte van 1280 vierkante km en het hoogste punt is 2073 m (de Mount Kilkerran).
Fergusson Island is een vulkanisch ongeveer 1437 km ² groot eiland in de Stille Oceaan. Het is het grootste van de D'Entrecasteaux-eilanden, in de provincie Milne Bay in Papoea-Nieuw-Guinea. Het eiland is bedekt met tropisch regenwoud. In het noorden scheidt de Moresby Street Fergusson van het eiland Goodenough. Een paar mijl ten zuiden van Fergusson ligt het eiland Normanby, dat door de Dawson Street is gescheiden van Fergusson.

## Fauna
Uitsluitend op Fergusson leeft een soort endemische buideleekhoorn (Dactylopsila tatei) die in 1952 pas wetenschappelijk werd beschreven door Eleanor M.O. Laurie. Het is nu een bedreigde diersoort omdat deze buideleekhoorn voorkomt binnen een zeer beperkt gebied van het eiland waarbinnen oerbos wordt omgezet in landbouwgrond. Verder komt op dit eiland nog een endemische ondersoort van de  fazantduif voor: Otidiphaps nobilis insularis en de Goldie's paradijsvogel (Paradisaea decora, ook op Normanby).

De volgende zoogdieren komen er voor:
- Wild zwijn (Sus scrofa)
- Pacifische rat (Rattus exulans)
- Echymipera rufescens (onzeker; is mogelijk E. davidi)
- Macropus agilis
- Phalanger intercastellanus
- Dactylopsila tatei
- Petaurus breviceps
- Chiruromys forbesi
- Hydromys chrysogaster
- Paramelomys moncktoni
- Paramelomys platyops
- Pogonomys fergussoniensis
- Rattus mordax
- Uromys caudimaculatus
- Dobsonia pannietensis
- Macroglossus minimus
- Nyctimene major
- Pteropus hypomelanus
- Syconycteris australis
- Hipposideros cervinus
- Chalinolobus nigrogriseus
- Kerivoula agnella
- Miniopterus australis
- Pipistrellus angulatus
- Pipistrellus papuanus
- Mormopterus beccarii